# Hăbeni, Dâmbovița
Hăbeni este un sat în comuna Bucșani din județul Dâmbovița, Muntenia, România.
La sfârșitul secolului al XIX-lea, satul Hăbeni era reședința unei comune ce făcea parte din plasa Dealul-Dâmbovița a județului Dâmbovița și avea în componență satele Hăbeni, Racovița și Rățoaia. Această comună avea 1027 de locuitori și în ea funcționau o biserică și o școală.
În 1925, satul Rățoaia trecuse de la comuna Hăbeni la comuna Bucșani, iar comuna Hăbeni a rămas cu satele Hăbeni și Racovița (reședința), cu 1400 de locuitori.
În 1950, ea a fost arondată raionului Târgoviște din regiunea Prahova și apoi (după 1952) din regiunea Ploiești. În 1968, comuna Hăbeni a fost desființată și absorbită de comuna Bucșani.